# Wesley Moraes
Wesley Moraes Ferreira da Silva (* 26. November 1996 in Juiz de Fora) ist ein brasilianischer Fußballspieler. Der Stürmer steht seit Sommer 2024 bei Fatih Karagümrük SK unter Vertrag.

## Karriere

### Verein
Nach dem Tod seines Vaters begann der neunjährige Wesley in seinem Geburtsort Juiz de Fora, Fußball zu spielen, zuerst in der Halle und als 13-Jähriger schließlich auf dem Fußballplatz beim Itabuna EC. Mit 17 Jahren ging er nach Spanien und schloss sich für ein Jahr der U-19 von Atlético Madrid an.
Ende März 2015 wechselte der 18-jährige Wesley nach einem einmonatigen Probetraining zum slowakischen Erstligisten FK AS Trenčín. Nach 18 Einsätzen mit sechs Toren in der Liga und zwei Spielen (zwei Tore) in der Qualifikation zur Champions League 2015/16 wechselte er Ende Januar 2016 zum belgischen Erstligisten FC Brügge. Mit der Mannschaft wurde er 2016 und 2018 belgischer Meister und gewann 2016 den belgischen Supercup. Sein Vertrag beim FC Brügge lief bis 2023. Er wurde aber im Sommer 2019 gegen Zahlung einer Ablösesumme aufgelöst.
Moraes wechselte zu Beginn der Saison 2019/20 zum englischen Verein Aston Villa. Nach insgesamt 25 Premier-League-Spielen für Villa, wechselte Moares für eine Saison leihweise zurück zum FC Brügge nach Belgien. Moraes bestritt für Brügge nur 3 von 16 möglichen Ligaspielen sowie ein von drei Pokalspielen und zwei von sechs möglichen Spielen in der Champions League.
Die Ausleihe zum FC Brügge wurde zum Jahreswechsel 2021/22 vorzeitig beendet und eine neue Ausleihe zum brasilianischen Verein Internacional Porto Alegre vereinbart.
Auch zur Saison 2022/23 wurde er für ein Jahr an den spanischen Zweitligisten UD Levante verliehen.
Nach der Leihe wechselte er Ende Juli 2023 zu Stoke City. Nach einem Jahr in Stoke wechselte Moraes im August 2024 zum türkischen Zweitligisten Fatih Karagümrük SK.

### Nationalmannschaft
Anfang November 2019 wurde Moraes das erste Mal von Nationaltrainer Tite in den Kader der A-Auswahl für die Freundschaftsspiele Mitte November gegen Argentinien und Südkorea berufen. Er ersetzte den verletzten David Neres. Im Spiel gegen Argentinien am 15. November wurde er in der 71. Minute für Willian eingewechselt.

## Titel und Erfolge
- Belgischer Meister: 2016, 2018
- Gewinner belgischer Supercup: 2016